# Neognophomyia citripes
Neognophomyia citripes is een tweevleugelige uit de familie steltmuggen (Limoniidae). De soort komt voor in het Neotropisch gebied.